# Adiabaat
In de thermodynamica is een adiabaat een lijn die het verband tussen twee grootheden weergeeft – meestal druk en volume – in een adiabatisch proces, dus zonder dat warmte met de omgeving wordt uitgewisseld.
Een reversibele adiabaat wordt een isentroop genoemd

## Ideaal gas
Voor een ideaal gas geldt dat een adiabaat voldoet aan de betrekkingen:
{\displaystyle p\cdot V^{\gamma }={\text{constant}}}
{\displaystyle T\cdot p^{{1-\gamma } \over \gamma }={\text{constant}}}
{\displaystyle T\cdot V^{\gamma -1}={\text{constant}}}
Daarin is
{\displaystyle \gamma ={C_{p} \over C_{v}}}
met {\displaystyle C_{p}} en {\displaystyle C_{v}} de warmtecapaciteiten bij respectievelijk constante druk en constant volume. Voor een ideaal gas geldt nog:
{\displaystyle C_{p}=C_{v}+nR}
Uit een en ander volgt dat men door meting van druk en volume van een gas volgens een adiabaat de warmtecapaciteit van het gas kan bepalen.